# Línea 1 (Urbanos de Morata de Tajuña)
La línea 1 de la red de autobuses urbanos de Morata de Tajuña unía el casco urbano con la Residencia Isla Taray.

## Características
Era la única línea urbana del municipio de Morata de Tajuña, pensada para acercar a los residentes en Isla Taray al centro del municipio y viceversa.
Con tan sólo 6 paradas en total, se trataba de la línea urbana más corta de toda la Comunidad de Madrid (sin contar la EMT de Madrid), y su trayecto se realizaba en poco más de 5 minutos.
La línea circulaba exclusivamente por el término municipal de Morata de Tajuña. Como bien se expresa en la numeración interna del CRTM, recibe el número 1091. El primer dígito corresponde a la línea, en este caso la línea 1. Y los últimos tres dígitos corresponden al municipio por el que circula, en este caso 091 corresponde al municipio de Morata de Tajuña.
La línea mantenía los mismos horarios todo el año, circulando únicamente de lunes a viernes laborables. No prestaba servicio en fines de semana ni festivos.
Fue absorbida por la línea interurbana 330 el 13 de mayo de 2024.
Estaba operada por La Veloz mediante la concesión administrativa VCM-301 - Madrid – Valdelaguna – San Martín de la Vega (Viajeros Comunidad de Madrid) del Consorcio Regional de Transportes de Madrid.

## Horarios
| Lunes a viernes laborables |                     |
| Morata > Isla Taray        | Isla Taray > Morata |
| 09:55                      | 10:05               |
| 12:45                      | 12:55               |
| 15:15                      | 15:25               |
| 18:30                      | 18:40               |

## Recorrido y paradas

### Sentido Isla Taray
| Código | Parada                             | Común con   |
| ------ | ---------------------------------- | ----------- |
| 12267  | Domingo Rodelgo - Carrera Mediodía | 330 336 337 |
| 17493  | Real - General Prim                | 330         |
| 12269  | Fuente - Carretera M-313           | 330         |
| 11565  | Carretera M-302 - Residencia       |             |

### Sentido Morata de Tajuña
| Código | Parada                             | Común con |
| ------ | ---------------------------------- | --------- |
| 11565  | Carretera M-302 - Residencia       |           |
| 12268  | Domingo Rodelgo - Carrera Mediodía | 337       |